# Emmanuel Pelaez

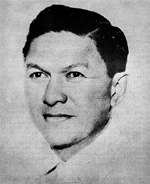
Emmanuel Pelaez

Emmanuel Neri Pelaez (* 30. November 1915 in Medina, Provinz Misamis Oriental; † 27. Juli 2003 in Muntinlupa City, Metro Manila) war ein philippinischer Politiker.

## Biografie

### Aufstieg zum Vizepräsidenten
Nach dem Besuch der Cagayan de Misamis Elementary School und der Ateneo de Manila High School studierte er zunächst am Junior College der University of the Philippines in Cebu. Im Anschluss war er zwischen 1934 und 1935 Angestellter in der Bibliothek und danach als Stenograf des Senats tätig. Zuletzt war er von 1937 bis 1938 als Übersetzer an einem Gericht tätig. Daneben studierte er Rechtswissenschaften an der University of Manila, das er 1938 beendete. Nach Abschluss des Anwaltsexamens war er von 1939 bis 1940 zunächst Stellvertretender Berichterstatter am Berufungsgericht (Court of Appeals) und später von 1945 bis 1946 Sonderankläger beim Volksgericht (People’s Court).
Anschließend war er zwischen 1946 und 1963 Professor für Rechtswissenschaften an der University of Manila tätig sowie zeitgleich auch Rechtsanwalt.
Seine politische Laufbahn begann er 1949 mit der Wahl zum Abgeordneten des Repräsentantenhauses, in dem er bis 1953 seine Heimatprovinz Misamis Oriental vertrat. Dabei wurde er von der Presse zu einem der zehn hervorragendsten und brauchbarsten Kongressabgeordneten gewählt, sowie von der Liga der Wählerinnen zu einem der zwei hervorragendsten Abgeordneten.
Diese Ehrungen trugen mit dazu bei, dass er im Anschluss 1953 zum Senator gewählt wurde. Dabei wurde er erneut von der Liga der Wählerinnen sowie dem Presseklub zum herausragendsten Senator gewählt. Bereits als Senator war er Mitglied oder Leiter mehrerer Delegationen bei Internationalen Konferenzen wie der Gedenkveranstaltung zum 10-jährigen Bestehen der Vereinten Nationen 1955 in San Francisco. 1956 war er Sprecher der Delegation bei den Verhandlungen über den Status der US-amerikanischen Marinestützpunkte auf den Philippinen. 1957 war er Delegierter bei der Generalversammlung der Vereinten Nationen sowie bei der Konferenz der Interparlamentarischen Union in London.
1960 wurde er zum Vizepräsidenten gewählt und trat dieses Amt als Vertreter des Präsidenten der Philippinen Diosdado Macapagal am 30. Dezember 1961 an. Zugleich war er Außenminister in der Regierung Macapagal. Als Außenminister vertrat er die Philippinen 1962 erneut bei der UN-Generalversammlung. 1963 war Mitglied des Beratungsgremiums der SEATO und trat bald darauf als Außenminister nach Meinungsverschiedenheiten mit dem Präsidenten zurück. Im gleichen Jahr wurde er von der Tageszeitung „The Examiner“ zum Mann des Jahres gewählt. 1964 wurde ihm von seiner Alma Mater anlässlich des 50-jährigen Bestehens der Titel „Herausragendster Alumnus der University of Manila“ verliehen. Das Amt des Vizepräsidenten übte er bis zum Ende von Macapagals Amtszeit am 30. Dezember 1965 aus.

### Ämter unter Marcos und Aquino und sonstige Tätigkeiten
Anschließend wurde er 1965 als Vertreter seiner Heimatprovinz erneut zum Abgeordneten des Repräsentantenhauses gewählt und dann 1967 wiederum zum Senator. Dem Senat gehörte er bis zur Verhängung des Kriegsrechts durch Präsident Ferdinand Marcos im September 1972 an. Als solcher vertrat er die Philippinen 1972 wiederum bei Konferenzen der Interparlamentarischen Union in Peru und Kamerun. Danach war er als Rechtsanwalt tätig, interessierte sich aber gleichwohl für politische Fragen und wurde von Präsident Marcos 1973 erneut in die Delegation für die Verhandlungen über den Status der US-amerikanischen Marinestützpunkte auf den Philippinen berufen, die 1975 in Washington, D.C. stattfanden.
1978 wurde er für Misamis Oriental zum Mitglied der Interimsnationalversammlung (Batasang Pambansa) gewählt und außerdem zum Staatsminister in die Regierung von Präsident Marcos ernannt und behielt diese Ämter bis 1984.
Zuletzt war Pelaez während der Präsidentschaft von Corazon Aquino zwischen 1986 und 1992 Botschafter in den USA.
Neben seinen politischen Tätigkeiten war er auch in mehreren Organisationen tätig und unter anderem Vorsitzender der Stiftung zur Erforschung der Cadang-Cadang-Krankheit (Cadang-Cadang Research Foundation of the Philippines, Inc.), der ersten philippinischen Forschungsgesellschaft, die zu gleichen Teilen von der Regierung und der Privatwirtschaft finanziert wurde, und die sich der Ausrottung der Cadang-Cadang-Krankheit widmete, der neben Millionen Kokospalmen auch viele Ölpalmen zum Opfer fielen. Des Weiteren war er Vorsitzender der Gesellschaft der Kokosnusspflanzer (Philippine Coconut Planters Association), der Mindanao-Sulu-Palawan-Assoziation sowie 1958 der Spendenaktion des Philippinischen Roten Kreuzes für Mindanao.
Nach einem misslungenen Attentat auf ihn widmete er sich schließlich intensiven Bibelstudien, die dazu führten, dass er zwei Mal Präsident und Vorstandsvorsitzender der Philippinischen Bibelgesellschaft wurde. Später war er Ehrenpräsident der Bibelgesellschaft auf Lebenszeit.